# Сердечный привет с земного шара
Сердечный привет с земного шара (чеш. Srdečný pozdrav ze zeměkoule — фантастический комедийный художественный фильм 1982 года производства Чехословакии, созданный режиссёром Олдржихом Липским.
Премьера фильма состоялась 1 июля 1983 года.

## Сюжет
Два инопланетянина «А» (Милан Ласица) и «В» (Юлиуc Сатинский) прибывают на разведку на Землю. Сначала они посещают Чехословакию и отправляются исследовать жизнь обычного земного человека, который выбран случайно компьютерной программой. Им стал учёный доктор Янский (Иржи Менцель). Во время проведения исследования инопланетную миссию ожидает много приключений и неожиданных сюрпризов.
Фильм снят как пародия на научно-фантастические фильмы. Остроумный, с чувством доброго юмора, с фантастической сюжетной линией, дополненный анимацией Владимира Йиранека, этот фильм показывает реалии жизни в социалистической Чехословакии 80-х годов XX века.

## В ролях
- Милан Ласица — инопланетянин А
- Юлиуc Сатинский — инопланетянин В
- Иржи Менцель — доктор Янский
- Надя Конвалинкова — Иржинка
- Милош Копецкий — профессор Горовиц
- Людек Собота — Ванерка
- Иржи Лабус — дежурный
- Ян Шмидт — психиатр
- Зденек Сверак — актёр
- Людек Коприва — профессор Янатка
- Иржи Кодет — профессор Ричардсон и др.